# Konklawe 1484
Konklawe 26-29 sierpnia 1484 – konklawe, jakie odbyło się po śmierci papieża Sykstusa IV, zakończone wyborem Innocentego VIII.

## Śmierć Sykstusa IV
Sykstus IV zmarł na podagrę dnia 12 sierpnia 1484 o godzinie 5 rano, w wieku 70 lat. Papież ten nade wszystko miłował własną rodzinę – w chwili jego śmierci aż czterech jego krewnych było kardynałami, a jego siostrzeniec Girolamo Riario był seniorem niewielkiego państewka wokół Imoli i Forlì, nadto przejął kilka posiadłości rzymskiego rodu Colonna. Papiescy nepoci nie cieszyli się popularnością wśród Rzymian. Okres sediswakancji w 1484 był najbardziej krwawy w ciągu całego stulecia, gdyż upłynął pod znakiem wystąpień ludowych przeciw rodzinie i stronnikom zmarłego papieża (tzw. Liguryjczykom). Na Zatybrzu zniszczone zostały magazyny należące do liguryjskich kupców, a nawet genueński szpital. W chwili śmierci Sykstusa IV Girolamo Riario oblegał należące do Colonnów lenno Paliano, jednak na wieść o zgonie stryja powrócił do miasta, gdzie zwolennicy Colonnów zaatakowali jego pałac. Riario sprzymierzył się z rzymskim rodem Orsini, tradycyjnymi rywalami Colonnów. Obawiano się, że Girolamo może siłą narzucić wybór nowego papieża, tym bardziej, że pod jego kontrolą, jeszcze z nadania Sykstusa IV, pozostawał Zamek św. Anioła. Sytuacja w Rzymie była na krawędzi wojny domowej. Większość kardynałów wynajęła oddziały zbrojne do ochrony swych pałaców. Wojska strzegące pałaców kardynała Giuliano della Rovere, bratanka Sykstusa IV, oraz kardynała Rodrigo Borgii, wicekanclerza Stolicy Apostolskiej, dysponowały nawet artylerią.

## Lista elektorów
W konklawe wzięło udział 25 spośród 32 żyjących kardynałów:
- Rodrigo Borgia; Kardynał Wicekanclerz[3] (nominacja kardynalska: 20 lutego 1456) – kardynał biskup Porto e Santa Rufina; komendatariusz diakonii S. Maria in Via Lata i kościoła prezbiterialnego S. Pudenziana; prymas Świętego Kolegium Kardynałów; administrator diecezji Walencji i Cartageny; wicekanclerz Świętego Kościoła Rzymskiego; archiprezbiter bazyliki liberiańskiej; komendatariusz opactwa terytorialnego Subiaco; protektor Zakonu Krzyżackiego
- Oliviero Carafa; Kardynał z Neapolu[3] (18 września 1467) – kardynał biskup Sabiny; komendatariusz kościoła prezbiterialnego S. Eusebio; arcybiskup Neapolu
- Marco Barbo; Kardynał S. Marco[3] (18 września 1467) – kardynał biskup Palestriny; komendatariusz kościoła prezbiterialnego S. Marco; patriarcha Akwilei
- Giuliano della Rovere; Kardynał S. Pietro in Vincoli[3] (16 grudnia 1471) – kardynał biskup Ostia e Velletri; komendatariusz kościołów prezbiterialnych S. Pietro in Vincoli i Ss. XII Apostoli; biskup Bolonii; arcybiskup Awinionu; penitencjariusz większy; archiprezbiter bazyliki laterańskiej; legat apostolski w Awinionie oraz w Bolonii; komendatariusz opactwa terytorialnego Nonantola
- Giovanni Battista Zeno; Kardynał S. Maria in Portico[3] (21 listopada 1468) – kardynał biskup Tusculum; komendatariusz diakonii S. Maria in Portico; biskup Vicenzy; archiprezbiter bazyliki watykańskiej
- Stefano Nardini; Kardynał z Mediolanu[3] (7 maja 1473) – kardynał prezbiter S. Maria in Trastevere, arcybiskup Mediolanu
- Giovanni Arcimboldi; Kardynał z Novary[3] (7 maja 1473) – kardynał prezbiter S. Prassede; komendatariusz diakonii S. Maria Nuova; biskup Novary; legat apostolski w Umbrii
- Giovanni Battista Cibo; Kardynał z Molfetty[3] (7 maja 1473) – kardynał prezbiter S. Cecilia; biskup Molfetty; kamerling Świętego Kolegium Kardynałów
- Philibert Hugonet; Kardynał z Mâcon[3] (7 maja 1473) – kardynał prezbiter Ss. Giovanni e Paulo; biskup Mâcon i Autun
- Giovanni Michiel; Kardynał z Werony[3] (21 listopada 1468) – kardynał prezbiter S. Marcello; biskup Werony
- Jorge da Costa; Kardynał z Lizbony[3](18 grudnia 1476) – kardynał prezbiter Ss. Marcellino e Pietro; arcybiskup Lizbony
- Girolamo Basso della Rovere; Kardynał z Recanati[3] (10 grudnia 1477) – kardynał prezbiter S. Crisogono; biskup Recanati; administrator diecezji Gubbio
- Gabriele Rangone OFM; Kardynał z Egeru[3] (10 grudnia 1477) – kardynał prezbiter Ss. Sergio e Bacco; biskup Eger
- Pietro Foscari; Kardynał z Wenecji[3] (10 grudnia 1477) – kardynał prezbiter S. Nicola inter Imagines; administrator diecezji Padwy
- Domenico della Rovere; Kardynał S. Clemente[3] (10 lutego 1478) – kardynał prezbiter S. Clemente; biskup Turynu oraz Corneto e Montefiascone
- Giovanni d’Aragona (10 grudnia 1477) – kardynał prezbiter S. Sabina; administrator archidiecezji Cosenzy, Salerno i Ostrzyhomia; komendatariusz opactw terytorialnych Montevergine i Monte Cassino
- Giovanni Conti (15 listopada 1483) – kardynał prezbiter S. Vitale; arcybiskup Conzy
- Juan Margarit; Kardynał z Gerony[3] (15 listopada 1483) – kardynał prezbiter S. Balbina; biskup Gerony
- Giovanni Giacomo Schiaffinati; Kardynał z Parmy[3] (15 listopada 1483) – kardynał prezbiter S. Stefano al Monte Celio; biskup Parmy
- Francesco Todeschini-Piccolomini; Kardynał ze Sieny[3] (5 marca 1460) – kardynał diakon S. Eustachio; protodiakon Świętego Kolegium Kardynałów; administrator archidiecezji Sieny
- Raffaele Sansoni Riario; Kardynał S. Giorgio[3](10 grudnia 1477) – kardynał diakon S. Giorgio in Velabro; komendatariusz kościoła prezbiterialnego S. Lorenzo in Damaso; kamerling Świętego Kościoła Rzymskiego; administrator archidiecezji Pizy oraz diecezji Osma; legat apostolski w Marchii Ankońskiej
- Giovanni Battista Savelli (15 maja 1480) – kardynał diakon S. Nicola in Carcere Tulliano
- Giovanni Colonna (15 maja 1480) – kardynał diakon S. Maria in Aquiro; administrator diecezji Rieti
- Giovanni Battista Orsini (15 listopada 1483) – kardynał diakon S. Maria in Domnica; komendatariusz opactwa terytorialnego Farfa
- Ascanio Maria Sforza Visconti; Kardynał Ascanio[3] (17 marca 1484) – kardynał diakon Ss. Vito e Modesto; administrator diecezji Pawii

Wśród elektorów było dwudziestu jeden Włochów, dwóch Hiszpanów (Borgia i Margarit), Francuz (Hugonet) i Portugalczyk (da Costa). Czterech kardynałów: Giuliano i Domenico della Rovere, Girolamo Basso della Rovere i Raffaele Sansoni Riario było krewnymi zmarłego papieża. Kardynał Rangoni, choć był Włochem, reprezentował interesy Królestwa Węgier.
Aż 19 elektorów było nominatami Sykstusa IV. Czterech mianował papież Paweł II, a po jednym Pius II (Piccolomini) i Kalikst III (Rodrigo Borgia).

### Nieobecni
Siedmiu kardynałów nie uczestniczyło w elekcji, w tym trzech Francuzów, dwóch Hiszpanów, Włoch i Anglik:
- Jean Balue; Kardynał z Angers[3] (18 września 1467) – kardynał biskup Albano; biskup Angers; legat papieski we Francji
- Luis Juan del Milà y Borja; Kardynał z Segorbe[3] (20 lutego 1456) – kardynał prezbiter Ss. IV Coronati; protoprezbiter Świętego Kolegium Kardynałów; biskup Léridy
- Thomas Bourchier; Kardynał z Canterbury[3] (18 września 1467) – kardynał prezbiter S. Ciriaco e Ss. Quirico e Giulitta; arcybiskup Canterbury i prymas Anglii
- Pedro González de Mendoza; Kardynał z Sigüenzy[3] (7 maja 1473) – kardynał prezbiter S. Croce in Gerusalemme; arcybiskup Toledo i prymas Hiszpanii; administrator diecezji Sigüenzy; tytularny patriarcha Aleksandrii
- Charles de Bourbon (18 grudnia 1476) – kardynał prezbiter Ss. Silvestro e Martino; arcybiskup Lyonu prymas Galii; administrator diecezji Clermont
- Paolo Fregoso; Kardynał z Genui[3] (15 maja 1480) – kardynał prezbiter S. Anastasia; arcybiskup Genui; komendatariusz diecezji Ajaccio; doża Republiki Genui
- Pierre de Foix (18 grudnia 1476) – kardynał diakon Ss. Cosma e Damiano; biskup Vannes; administrator diecezji Bayonne

Czterech mianował Sykstus IV, dwóch Paweł II, a jednego Kalikst III.

## Przygotowania do konklawe
Pierwszorzędną sprawą było zapewnienie kardynałom bezpieczeństwa i swobody podczas konklawe. Udało się to głównie dzięki kardynałowi Barbo, który doprowadził do rozejmu między rzymskimi baronami. Za cenę 8000 dukatów skłonił Girolamo Riario do wycofania wojsk z Rzymu i oddania Zamku św. Anioła pod kontrolę biskupa Todi Francesco Mascardo, działającego z ramienia Świętego Kolegium. Wojska Orsinich miały wycofać się do Viterbo, a wojska Colonnów także miały zostać ewakuowane z miasta do posiadłości rodowych w Lacjum.
23 sierpnia do Rzymu przybył kardynał Ascanio Sforza, mianowany na kilka miesięcy przed śmiercią Sykstusa IV. Ponieważ nie wszystkie obrzędy związane z jego nominacją zostały dopełnione, powstała wątpliwość, czy może on uczestniczyć w konklawe. Ostatecznie jednak zadecydowano, że należy go dopuścić do udziału.

## Frakcje
W Kolegium Kardynałów wyróżniano dwie główne frakcje, choć obejmowały łącznie one zaledwie około połowy elektorów. Przywódcą pierwszej frakcji, która opowiadała się za utrzymaniem we Włoszech status quo ustanowionego traktatem z Bagnolo, był wicekanclerz Rodrigo Borgia. Należeli do niej d’Aragona, Sforza, Riario, a także rzymscy kardynałowie Orsini i Conti. Przywódcą przeciwnej frakcji był Giuliano della Rovere, główny nepot Sykstusa IV, a należeli do niej Colonna, Savelli, Cibo, Girolamo Basso i Domenico della Rovere. Pozostali kardynałowie nie byli jednoznacznie zaliczani do żadnej z tych dwóch grup.

## Kandydaci na papieża
Ambasador księstwa Mantui w swym raporcie z dnia 15 sierpnia twierdził, że największe szanse ma Stefano Nardini, a na drugim miejscu Giovanni Conti, gdyż są popularni i powszechnie szanowani. Jako wartościowych kandydatów wymieniano Piccolominiego i Barbo, jednak szanse tego drugiego osłabiało jego weneckie pochodzenie. Po obłożeniu przez Sykstusa IV Wenecji interdyktem szanse wszystkich weneckich kardynałów oceniano nisko. Jako neutralnych kandydatów wymieniano także Juana Margarita z Gerony oraz Portugalczyka Jorge da Costa. Aktywnie na rzecz swojej kandydatury działał Rodrigo Borgia, który próbował zyskiwać zwolenników za pomocą łapówek. Kardynałowi d’Aragona w zamian za poparcie obiecał urząd wicekanclerza i swój własny pałac kardynalski, kardynałowi Colonnie opactwo Subiaco oraz 25 000 dukatów, a kardynałowi Savelli zbliżoną sumę pieniędzy. Wiadomo także, że Borgii udało się zyskać poparcie rodu Orsini. Giuliano della Rovere dążył do wybrania papieża słabego, przy którym mógłby zachować swoje dotychczasowe wpływy.

## Konklawe
Konklawe rozpoczęło się 25 sierpnia mszą do Ducha Świętego, celebrowaną przez kardynała Barbo, biskupa Palestriny. W ciągu pierwszych dwóch dni kardynałowie opracowywali tekst kapitulacji wyborczej, którą podpisali ostatecznie 28 sierpnia nad ranem. Zobowiązywała ona elekta do kontynuowania walk przeciw Imperium Osmańskiemu oraz wzmacniała pozycję Kolegium Kardynalskiego wobec papieża. Nakazywała także wypłacanie ze skarbca papieskiego 100 dukatów każdemu kardynałowi, którego dochód z beneficjów wynosił poniżej 4000 dukatów.
Do pierwszego głosowania doszło 28 sierpnia. Najwięcej, bo aż dziesięć głosów uzyskał kardynał Marco Barbo. W tej sytuacji podjęto decyzję o rezygnacji z procedury ustnego akcesu, która mogłaby przynieść zwycięstwo wenecjanina już w tej turze. Pomimo że Barbo był powszechnie szanowany, większość kardynałów nie życzyła sobie jego zwycięstwa z uwagi na swe antyweneckie nastawienie, a także ze względu na obawy przed godzącymi w ich interesy majątkowe reformami kościelnymi, których spodziewano się po pobożnym i ascetycznym kardynale Barbo.
Po pierwszym głosowaniu okazało się też, że kardynał Borgia, mimo podjętych wysiłków, nie ma szans na zdobycie tiary – poparli go jedynie d’Aragona, Sforza i Riario. W tej sytuacji wicekanclerz zaproponował kandydaturę swojego rodaka kardynała Juana Margarita, jednak również ten krok zakończył się całkowitym fiaskiem. Wówczas do akcji wkroczył Giuliano della Rovere, który wysunął kandydaturę 52-letniego kardynała Cibo z Molfetty. Kardynałowie Orsini, Sforza i Riario rychło przeszli na jego stronę, gdyż obawiali się zwycięstwa Barbo, a po pewnych wahaniach z tych samych względów to samo uczynili Borgia i d’Aragona. W ten sposób doszło do połączenia sił frakcji Borgii i della Rovere.
W tej sytuacji należało jedynie zapewnić kardynałowi Cibo wymagane siedemnaście głosów. Aby to osiągnąć, w nocy z 28 na 29 sierpnia kardynał Cibo w swojej celi podpisywał różnego rodzaju zobowiązania wobec kardynałów w zamian za ich głosy. Współczesny, nie zawsze wiarygodny kronikarz Stefano Infessura, odnotował domniemaną listę łapówek i gratyfikacji obiecanych elektorom:
- kardynał Savelli – forteca Monticelli,
- kardynał Colonna – legacja w prowincji Patrymonium, forteca Ceprano i 25 tysięcy dukatów na odbudowę swego spalonego pałacu,
- kardynał Orsini – zamek w Cerveteri oraz legacja w Marchii Ankońskiej
- kardynał Hugonet – zamek w Capranica oraz biskupstwo w Awinionie
- kardynał d’Aragona – miasto Pontecorvo oraz pałac kardynała Cibo koło kościoła S. Lorenzo in Lucina
- kardynał Schiaffinatti – pałac S. Giovanni della Magliana
- kardynał Nardini – legacja w Awinionie oraz stanowisko archiprezbitera bazyliki laterańskiej
- kardynał Giuliano della Rovere – miasto Fano wraz z okolicznymi lennami oraz stanowisko kapitana generalnego Kościoła dla jego brata.

Z powyższego wynika, że niektóre z obiecanych elektorom beneficjów należały do kardynała Giuliano della Rovere, co potwierdza jego wiodącą rolę w działaniach na rzecz Cibo, który sam był dość biednym kardynałom i miał niewiele własnych beneficjów do rozdysponowania. W tych symonicznych negocjacjach nie brali udziału jedynie kardynałowie Barbo, Conti, Piccolomini, Margarit, da Costa, Carafa i Zeno, ale kiedy nad ranem dowiedzieli się o poczynionych ustaleniach, również dołączyli swoje głosy.

## Wybór Innocentego VIII

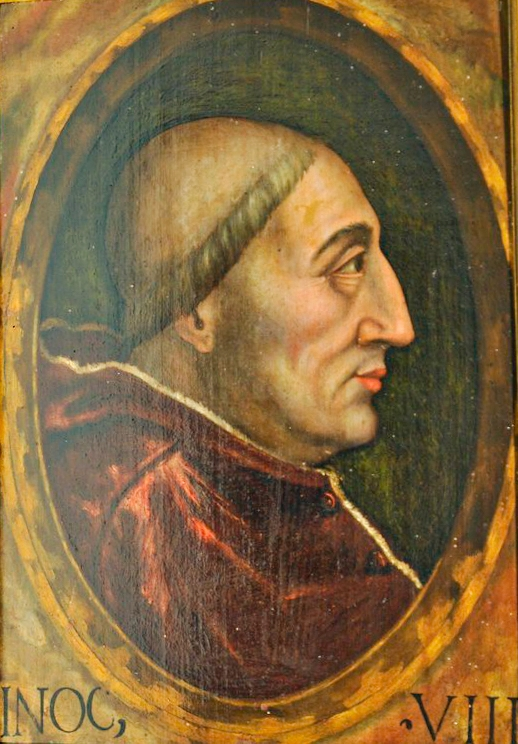
Papież Innocenty VIII

W porannym głosowaniu 29 sierpnia kardynał Giovanni Battista Cibo został jednomyślnie wybrany na papieża. Elekt przybrał imię Innocenty VIII. O godzinie 9 rano protodiakon Piccolomini wygłosił do Rzymian formułę Habemus papam. 12 września odbyła się uroczysta inauguracja pontyfikatu, w trakcie której Piccolomini nałożył tiarę na głowę nowego papieża.
Wybór Innocentego VIII wiązał się z przełamaniem pewnego tabu – był on pierwszym papieżem, oficjalnie przyznającym się do swych nieślubnych dzieci.